# Devon Dotson
Pour les articles homonymes, voir Dotson.
Devon Durrell Dotson, né le 2 août 1999 à Chicago en Illinois, est un joueur américain de basket-ball évoluant au poste de meneur.

## Biographie
Il joue pendant deux saisons avec les Jayhawks du Kansas en université puis se présente à la draft 2020 où il est attendu en fin de premier tour. 
Non drafté, il signe un contrat two-way avec les Bulls de Chicago.
En août 2021, il signe un second contrat two-way en faveur des Bulls de Chicago. Le 17 janvier 2022, il est coupé.
Après avoir débuté la saison 2022-2023 en NBA G League, il signe le 21 novembre 2022 un contrat two-way avec les Wizards de Washington. Il est coupé le 18 janvier 2023.

### Universitaires
Les statistiques en matchs universitaires de Devon Dotson sont les suivantes :
| Saison    | Équipe | Matchs | Titul. | Min./m | % Tir | % 3pts | % LF | Rbds/m. | Pass/m. | Int/m. | Ctr/m. | Pts/m. |
| --------- | ------ | ------ | ------ | ------ | ----- | ------ | ---- | ------- | ------- | ------ | ------ | ------ |
| 2018-2019 | Kansas | 36     | 35     | 32,4   | 48,2  | 36,3   | 78,2 | 3,70    | 3,50    | 1,40   | 0,10   | 12,30  |
| 2019-2020 | Kansas | 30     | 30     | 34,9   | 46,8  | 30,9   | 83,0 | 4,10    | 4,00    | 2,10   | 0,10   | 18,10  |
| Total     |        | 66     | 66     | 33,6   | 47,4  | 33,2   | 80,8 | 3,80    | 3,70    | 1,70   | 0,10   | 14,90  |

## Palmarès

### Universitaire
- Consensus second-team All-American (2020)
- First-team All-Big 12 (2020)
- Third-team All-Big 12 (2019)
- Big 12 All-Freshman Team (2019)
- McDonald's All-American (2018)